# Richard Witschge
Richard Witschge est un footballeur néerlandais né le 20 septembre 1969 à Amsterdam. Il évoluait au poste de milieu gauche. Il fait partie du Club van 100.
Il est le frère cadet de l'ex-footballeur Rob Witschge.

## Biographie

### Ses débuts
Formé dans la grande école de l'Ajax Amsterdam, Richard Witschge jouera son premier match en professionnel à l'âge de 17 ans, en octobre 1986 (face à AZ Alkmaar, victoire 6-1).
Il s'impose vite comme un titulaire en puissance aux yeux du coach de l'époque, Johan Cruijff. Vainqueur de la Coupe des coupes en 1987 face au Lokomotive Leipzig, finaliste l'année d'après de cette même coupe il devient enfin champion des Pays-Bas en 1990 avec Leo Beenhakker depuis le départ de Cruijff au FC Barcelone. 
Précoce, Witschge connaîtra même sa première sélection nationale le 21 février 1990 face à l'Italie (0-0). Il lui sera attribué le titre de meilleur joueur néerlandais en 1989, un an avant Dennis Bergkamp.

### 1991-2001
C'est en 1991 qu'il rejoint le prestigieux FC Barcelone de Cruijff, après cinq années passées à l'Ajax et y côtoie Hristo Stoitchkov, Michael Laudrup ou encore son coéquipier de sélection Ronald Koeman. 
Trop peu souvent titulaire au Nou Camp, Witschge remplira tout de même son palmarès avec deux titres consécutifs de champion d'Espagne (1992,1993) et une Ligue des champions (1992). 
Malgré tous ces titres, Witschge a besoin de jouer et il signe en juin 1993 aux Girondins de Bordeaux, entraîné à l'époque par Rolland Courbis. Pièce maîtresse de l'entrejeu bordelais, Richard Witschge jouera 34 matches sur 38 cette année-là avec deux buts marqués à la clé. À la fin de la saison, Courbis cède sa place à l'entraîneur portugais Toni. Le changement d'entraîneur en mars 1995 entraînera le départ en prêt de Witschge au club anglais de Blackburn Rovers jusqu'en juin.
Natif d'Amsterdam, alors âgé de 26 ans, il revient en Gironde et effectuera la plus belle saison de sa carrière en France sous la direction de Slavo Muslin puis de Gernot Rohr. Accompagné de Zinédine Zidane, Christophe Dugarry et Bixente Lizarazu, Richard Witschge mènera son équipe jusqu'en finale de la Coupe de l'UEFA (perdue face au Bayern Munich, 2-0 / 3-1). 
À la fin de cette belle saison, Witschge retournera à l'Ajax en juillet 1996 dix ans après ses grands débuts. Il y restera cinq ans, glanant même un titre de champion des Pays-Bas (1998), et y sera un joueur particulièrement populaire auprès des supporters.

### Fin de carrière
À 32 ans, Richard Witschge signe en prêt à Alavès (2001-2002) pour une saison avant de retourner à l'Ajax pour ses adieux avec le club d'Amsterdam sous les ovations du public de l'Amsterdam ArenA. 
Il rejoint son frère Rob Witschge en amateur à nl:ADO '20, jusqu'en février 2004 pour l'aider à faire monter son équipe. ADO'20 est le club de la ville de Heemskerk, lieu de naissance de Rafael van der Vaart.
Il part ensuite au Japon à Oita Trinita pour quatre mois. Il raccroche définitivement les crampons en 2004, à l'âge de 35 ans. 
International à 31 reprises, il n'aura marqué qu'un but pour les Pays-Bas et aura participé à la Coupe du monde en Italie 1990.

## Palmarès

### En club
- Champion des Pays-Bas en 1990 et en 1998 avec l'Ajax Amsterdam
- Champion d'Espagne en 1992 et en 1993 avec le FC Barcelone
- Champion d'Angleterre en 1995 avec les Blackburn Rovers
- Vainqueur de la Coupe des Pays-Bas en 1987, en 1998 et en 1999 avec l'Ajax Amsterdam
- Finaliste de la Coupe d'Europe des Vainqueurs de Coupe en 1988 avec l'Ajax Amsterdam
- Finaliste de la Coupe de l'UEFA en 1996 avec les Girondins de Bordeaux

### EnÉquipe des Pays-Bas
- 31 sélections et 1 but entre 1990 et 2000
- Participation à la Coupe du Monde en 1990 (1/8 de finaliste)
- Participation au Championnat d'Europe des Nations en 1996 (1/4 de finaliste)